# اچ‌ام‌اس بوین (۱۹۰۴)

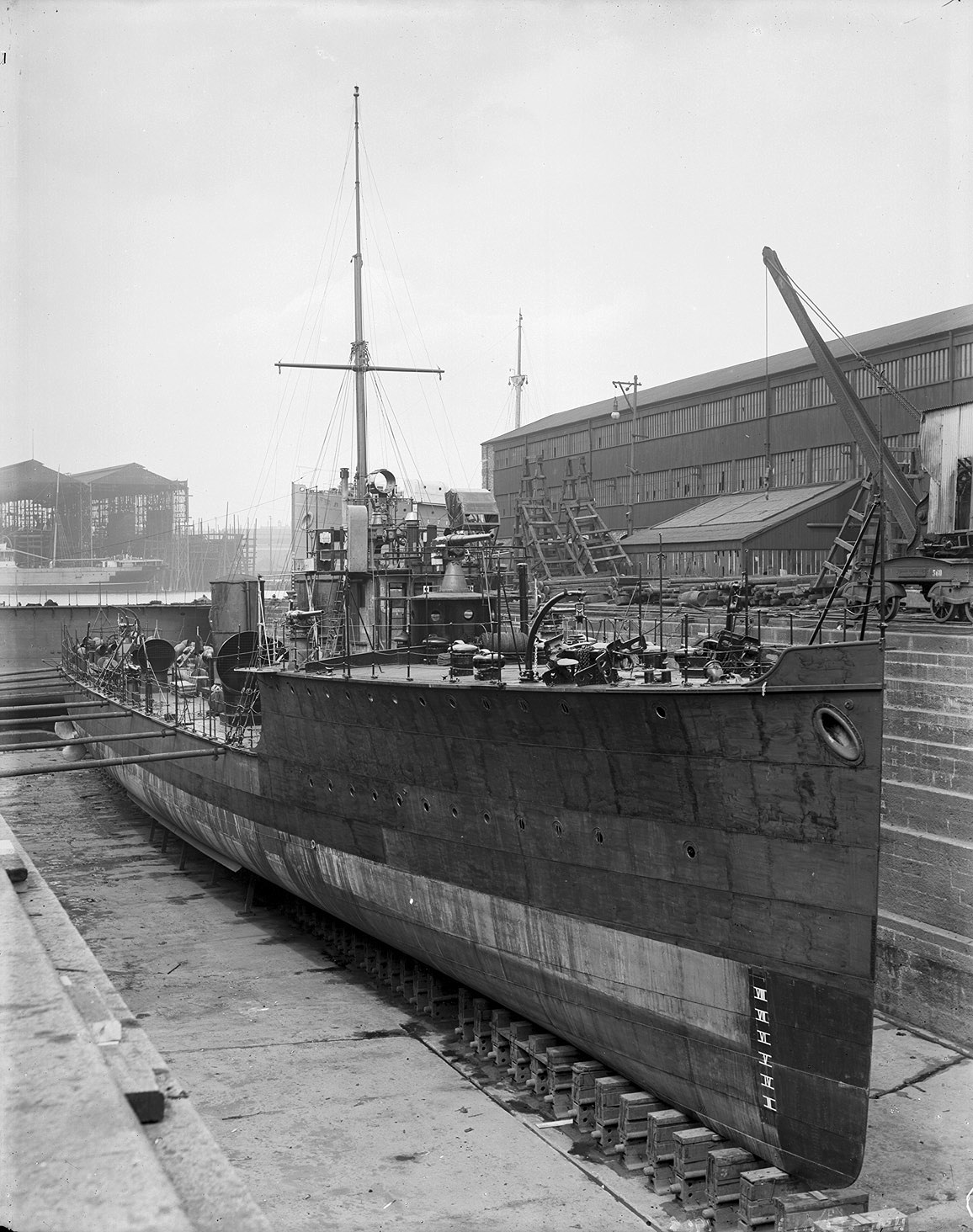
اچ ام سی بوین 1904

اچ‌ام‌اس بوین (۱۹۰۴) (به انگلیسی: HMS Boyne (1904)) یک کشتی بود. این کشتی در سال ۱۹۰۴ ساخته شد.